# Once de Mayo
Once de Mayo är en ort i Mexiko.   Den ligger i kommunen Calakmul och delstaten Campeche, i den östra delen av landet, 1 000 km öster om huvudstaden Mexico City. Once de Mayo ligger 259 meter över havet och antalet invånare är 350.
Terrängen runt Once de Mayo är platt. Runt Once de Mayo är det glesbefolkat, med 11 invånare per kvadratkilometer. Närmaste större samhälle är Santo Domingo, 13,5 km sydost om Once de Mayo. I omgivningarna runt Once de Mayo växer i huvudsak städsegrön lövskog.